# Heinrich Friedrich von Arnim-Heinrichsdorff-Werbelow
Heinrich Friedrich Armin, seit 1841 Graf von Arnim-Heinrichsdorff-Werbelow, (* 23. September 1791 in Werbelow, Uckermark; † 18. April 1859 in Berlin) war ein Diplomat und preußischer Staatsminister und Erbherr auf Werbelow, Milow und Schwaneberg.

## Leben
Arnim war der Sohn des Geheimen Rats Heinrich August von Arnim (* 20. Januar 1760; † 19. Januar 1834) und dessen Frau Christine Ulrike Bernhardine (geborene von Borcke-Stargordt, * 26. November 1773; † 18. Juli 1818), sowie ein Enkel Werner Friedrich Abraham von Arnims. Er machte die Befreiungskriege mit und betrat danach die diplomatische Laufbahn. Nachdem er Legationssekretär in Stockholm und in Paris war, fungierte er seit 1831 als preußischer Gesandter in Brüssel. Er kam 1841 nach Paris und war von 1845 bis 1848 außerordentlicher Gesandter und bevollmächtigter Minister am österreichischen Hof in Wien, wo er sich ganz im Geleise der metternichschen Politik bewegte. Am 24. Februar 1849 wurde er zum Minister des Auswärtigen im Kabinett Brandenburg-Manteuffel ernannt, trat jedoch bereits am 3. Mai von dieser Stelle zurück, da er mit der damaligen deutschen Politik des Ministeriums nicht einverstanden war. Von 1851 bis 1857 war er erneut als preußischer Gesandter in Wien und förderte, soviel er konnte, das gute Einvernehmen mit Österreich, in dem er stets einen unentbehrlichen Alliierten Preußens erblickte. Er erkrankte 1852, so dass er zeitweise beurlaubt werden musste. Von 1857 bis zu seinem Tode war er auf Präsentation der Familie von Arnim Mitglied des Preußischen Herrenhauses. Nach der Verabschiedung Otto Theodor von Manteuffels im Jahr 1858, wurde er nach Berlin abberufen.
Sein Onkel war der Geheime Kriegs- und Domänenrat Werner Friedrich Abraham von Arnim.
Im Jahr 1841 wurde das zur Boitzenburger Linie gehörige Heinrichsdorf-Werblowsche Haus in den preußischen Grafenstand erhoben, dadurch wurde dem bisherigen Familienwappen dem Helm eine Grafenkrone und als Schildhalter zwei rote pommersche Greife hinzugefügt. Bereits frühzeitig 1815 trat er als Ehrenritter dem Johanniterorden bei. Werbelow erbte einer seiner jüngeren Brüder, Heinrich Leonhard von Arnim-Heinrichsdorf.